# Adolf I. (Schauenburg und Holstein)

Stammwappen derer von Schauenburg mit dem Nesselblatt

Adolf I. von Schauenburg und Holstein (* vor 1106, vermutlich um 1072; † 13. November 1130) war Edler Herr von Schauenburg und Herr der nordelbischen Gaue Holstein und Stormarn. 

## Leben
Adolf I. war der Sohn eines Adolf (II.) von Santersleben, die Mutter soll eine Adelheid Berta gewesen sein. Sitz der Familie war die bereits im Jahr 930 urkundlich als „Castrum Rodenbergum“ erwähnte Burg Rodenberg auf dem sogenannten „alten Rodenberg“ im Westen des Ortes. Adolf I. kann identisch mit dem 1096 vom Bischof von Minden erwähnten Adolf sein, es könnte sich dabei aber auch um den gleichnamigen Vater handeln. Die Herren von Santersleben waren aus der Grafschaft Walbeck in die Region zwischen Deister und Süntel gekommen, als einer von ihnen, möglicherweise Adolf (I.) um 1040, eine Edle namens Godila aus dem Hause derer von Rodenberg am Deister, geheiratet hatte. Sie beherrschten auch weite Landstriche rechts und links der mittleren Weser bei Rinteln. 
Adolf I. wurde wahrscheinlich 1106 Herr der Herrschaft Rodenberg, aus der sich später die Grafschaft Schaumburg entwickelte. 1110 muss die damals erstmals bezeugte Schaumburg über dem Wesertal bei Rinteln bereits erbaut oder weitgehend fertiggestellt worden sein, denn er hatte sich bereits nach ihr de Scowenburg (auch  Scoenborg)  benannt. Sein Vater soll an dieser Stelle ein Jagdhaus besessen haben, an dessen Stelle vermutlich Adolf I. die Burg auf dem Nesselberg errichtete, die ihren Namen Schauenburg nach ihrem weiten Rundblick erhalten haben soll. In diesem Jahr 1110 erhielt er vom sächsischen Herzog Lothar von Süpplingenburg als Lehen die Territorien der Gaue und späteren Grafschaften Holstein und Stormarn, zu denen auch Hamburg gehörte. 
Doch weder Adolf I. noch seine Nachfolger bis zu seinem Enkel Adolf III. bezeichneten sich selbst als Grafen von Holstein noch wurden sie von ihren Zeitgenossen so tituliert. Den Titel Graf übernahm erst Adolf IV. um 1225 von seinem Vorgänger, dem vorübergehend eingesetzten dänischen Lehnsmann Graf Albrecht von Orlamünde. Bis zu Beginn von Albrechts Herrschaft war nur der holsteinische Overbode als „von Holstein“ bezeichnet worden. Im Zuge der Einführung des Lehenswesens durch die Schauenburger sah der Chronist Helmold von Bosau den Overboden in der Folge als einen Zweiten nach dem Grafen.
Den wagrischen Vorgänger der Siegesburg im heutigen Bad Segeberg, den Herzog Knud Lavard von Südjütland auf dem Gipfel des Alberges (Segeberger Kalkberg) 1128 hatte erbauen lassen, ließ Adolf 1130 niederreißen, weil er die hölzerne Festung als Bedrohung empfand. (1134 neu erbaut, wurde sie 1139 erneut zerstört und nach 1143 von Adolf II. wieder aufgebaut und blieb fortan Sitz der frühen Herren und Grafen von Holstein.)
Mit Adolf I. kamen die Schauenburger nach Nordelbien, wo sie unter seinem Sohn und seinem Enkel gleichen Namens in Wagrien ein erstes Kapitel der deutschen Ostsiedlung einleiteten.
Die Herrschaft Adolfs I. stand während seiner gesamten Regierungszeit auf äußerst schwachen Füßen, da ihm einerseits noch keine umfangreiche Lehnsmannschaft zur Verfügung stand und ihm andererseits der mächtige und selbstbewusste Volksadel der Gaue Holstein und Stormarn, aus dem die Overboden beider Gaue herausragten, als einheimischer Konkurrent gegenüberstand.

## Ehe und Nachkommen
Mit einer Hildewa hatte er mindestens zwei Söhne und zwei Töchter
- Hartung († ca. 1126, evtl. getötet bei der Schlacht bei Kulm/Chlumec in Böhmen)
- Adolf II. (* 1128; † 1164), Herr von Schauenburg und Holstein
- Mechthild (* 1126) ⚭ Ludolf I. von Dassel (ca. 1115–1166) Graf von Dassel
- Adelheid (* 1130)